# Tripleurospermum hygrophilum
Tripleurospermum hygrophilum là một loài thực vật có hoa trong họ Cúc. Loài này được (Bornm.) Bornm. miêu tả khoa học đầu tiên năm 1944.